# South Weber
South Weber je město v okresu Davis County ve státě Utah ve Spojených státech amerických. K roku 2000 zde žilo 4 260 obyvatel. S celkovou rozlohou 12 km² byla hustota zalidnění 355,6 obyvatel na km².